# Pori
Pori (švedski: Björneborg) je grad u istoimenoj općini na zapadnoj obali Finske. Stari grad Pori je od Švedske dobio gradsku povelju 1558. godine.

## Ostali projekti
|  | Zajednički poslužitelj ima još gradiva o temi Pori |